# Bögöte
Bögöte es un pueblo ubicado en el distrito de Sárvár, en el condado de Vas, Hungría.

## Superficie
Posee una superficie de 20,74 kilómetros cuadrados.

## Demografía
Hasta 2019 la población era de 271 habitantes, con una densidad de población de 13,07 habitantes por kilómetro cuadrado.